# جامعة عثمان بن فودي
جامعة عثمان بن فودي صكتو (بالإنجليزية: Usmanu Danfodiyo University, Sokoto -UDUS)، والمعروفة أيضًا باسم UDUSOK، هي جامعة بحثية عامة تقع في مدينة صكتو، بالشمالي الغربي من نيجيريا. إنها إحدى الجامعات الاثنتي عشرة الأولى التي أسستها الحكومة الاتحادية النيجيرية في عام 1975م. سميت الجامعة باسم عثمان دان فوديو، مجدد الإسلام في نيجيريا. وتتخد "اقرأ" شعاراً لها. 

## البرامج والأحرام الجامعية
جامعة عثمان بن فودي هي مؤسسة تمنح درجات علمية مدتها أربع وخمس وست سنوات، وتدير أيضًا درجات الزمالة والبرامج العلاجية. يوجد بالجامعة برنامج طبي قياسي ومستشفى جامعي تعليمي. وتنقسم الجامعة إلى ثلاثة أحرام جامعية.
يضم الحرم الجامعي الرئيسي كليات الزراعة، والآداب واللغات، والتربية، والهندسة والحقوق والعلوم، والعلوم الاجتماعية، ومركز دراسات السلام ومركز أبحاث الطاقة والتدريب. يقع مجلس إدارة الجامعة ومجمع المكتبة الرئيسي (مجمع مكتبة عبد الله فوديو) وكلية الدراسات العليا في الحرم الرئيسي للجامعة مع أكثر من 4500 مقعدًا وموارد معلومات مزود بقواعد البيانات الإلكترونية وغير الإلكترونية. 
يستضيف الحرم الجامعي الملحق المستشفى البيطري التعليمي مع كلية الطب البيطري، والمستشفى التعليمي التابع لها، ومركز الدراسات الإسلامية، ومدرسة البرنامج العلاجي.
يضم الحرم الجامعي الثالث المستشفى التعليمي للجامعة، وكلية العلوم الصيدلانية، وكلية العلوم الصحية، وكلية علوم المختبرات الطبية.

## كليات
يوجد بالجامعة اثنتا عشرة كلية:
- كلية الزراعة
- كلية الآداب والدراسات الإسلامية
- كلية التربية والإرشاد
- كلية الهندسة والتصميم البيئي
- كلية العلوم الصحية
- كلية الحقوق
- كلية العلوم الإدارية
- كلية العلوم الصيدلانية
- كلية العلوم
- كلية العلوم الاجتماعية
- كلية الطب البيطري
- كلية علوم المختبرات الطبية

## إدارة
رئيس الجامعة هو الرئيس الشرفي لجامعة عثمان بن فودي، في حين أن نائب الرئيس هو الرئيس التنفيذي والمدير الأكاديمي للجامعة. عادة ما يتم تعيين نائب رئيس الجامعة لمدة خمس سنوات غير قابلة للتجديد. نائب رئيس الجامعة الحالي هو البروفيسور سليمان لاوال بلبيس.  
يتكون مجلس الجامعة من:
1. رئيس الجامعة؛
2. نائب رئيس الجامعة؛
3. مساعد نائب رئيس الجامعة؛
4. ممثل وزارة التربية والتعليم الاتحادية المسؤولة عن التعليم؛
5. أربعة (4) ممثلين لمجموعة متنوعة من المصالح، ويمثلون على نطاق واسع، الحكومة الاتحادية بأكملها، ويتم تعيينهم من قبل المجلس التنفيذي الاتحادي؛
6. أربعة (4) أشخاص يعينهم مجلس الشيوخ من بين أعضائه؛
7. شخصان (2) يتم تعيينما من قبل المجمع من بين أعضائه؛
8. شخص واحد (1) يتم تعيينه عن طريق الجمعية من بين أعضائها.[8]

### كبار المسؤولين
- محمد تيجاني بندي
- لاوال بلبيس